# Тако је суђено
„Тако је суђено“ је албум Рође Раичевића  из 1993. године. На њему се налазе следеће песме:
1. А ја имам тебе
2. Ако си  икад волела
3. Човек без љубави
4. Чувај се
5. Да Бог да ничија била
6. Где ли је ноћас
7. Једини Грех
8. Растанак
9. Тако је суђено
10. Зар је важно ко је крив